# Manínska vrchovina

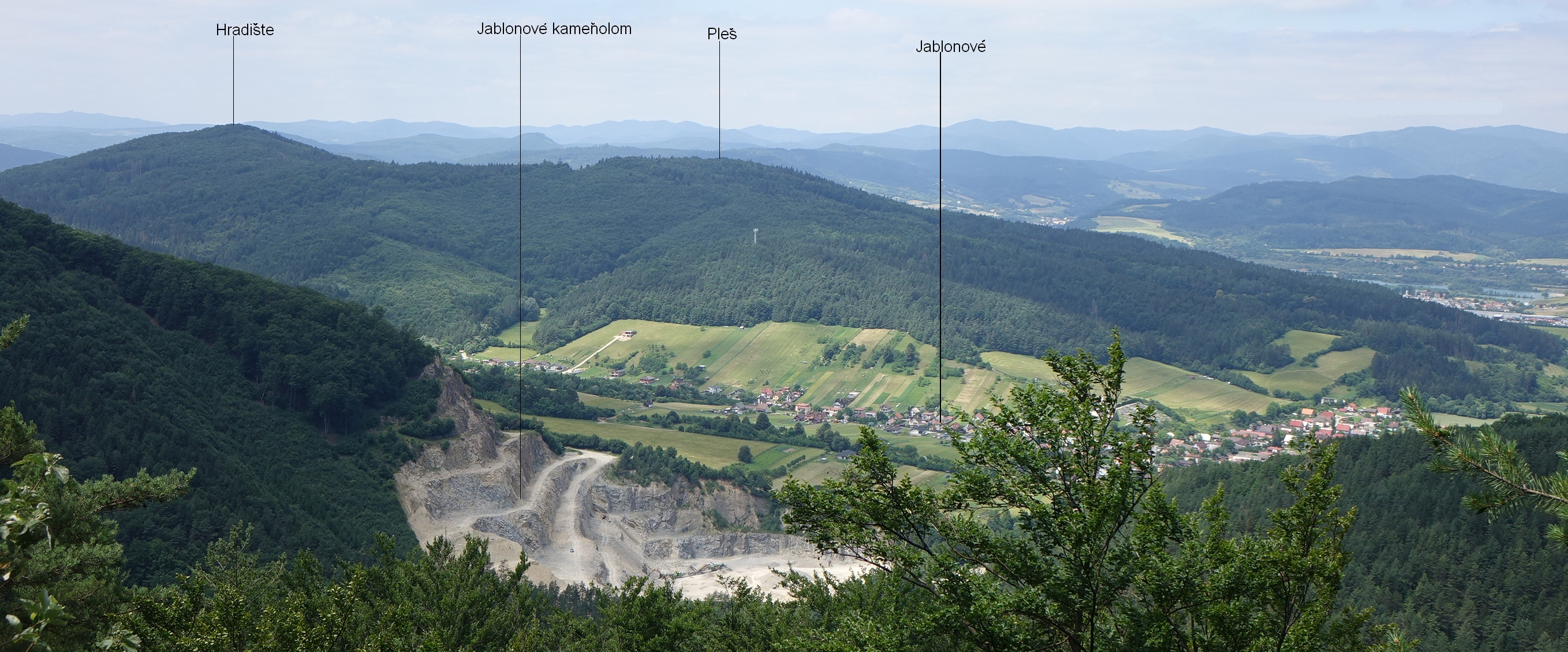
Północna część Manínskiej vrchoviny. Widok z Sulowskich Skał

Manínska vrchovina – jednostka geomorfologiczna niższego rzędu, wchodząca w skład Sulowskich Wierchów na Słowacji. Pozostałe dwie to Sulowskie Skały (Súľovské skaly) i Skalky.
Manínska vrchovina znajduje się pomiędzy doliną rzeki Wagu na zachodzie i Sulowskimi Skałami na wschodzie. Północną granicę tworzy potok Hradnianka, południową Domanižanka, od Sulowskich Skał oddzielona jest potokami Hradnianka, Jablonovský potok, Čierny potok.
Najwyższy szczyt to Veľký Manín (891 m). W paśmie w kierunku od południa na północ wznoszą się kolejno:Ondrejová (509 m), Maninec (603 m), Veľký Manín (891 m), Malý Manín (813 m), Hradište (600 m), Pleš (569 m). Manínsky potok dokonał przełomu pomiędzy, tworząc dwa bardzo ciasne wąwozy; jeden o nazwie Manínska tiesňava między szczytami Veľký Manín i Malý Manín w głównym grzbiecie pasma, drugi o nazwie Kostolecká tiesňava między szczytami Kavčia (601 m) i Drieňovka (631 m) na wschodnim obrzeżu Manínskiej vrchoviny. Na obydwu utworzono rezerwaty przyrody obejmujące sam przełom oraz stoki otaczających go gór: rezerwat przyrody Manínska tiesňava i rezerwat przyrody Kostolecká tiesňava.